# Elisabeth Mary Anne Latham
Elisabeth Mary Anne Latham (26 maart 1863 – 5 maart 1942) was een Ierse kloosterzuster en kloosteroverste, actief binnen het Engels Klooster Onze-Lieve-Vrouw van Nazareth in de Carmersstraat te Brugge. Na haar intrede in het klooster kreeg ze de religieuze naam Mother Mary Emmanuel en speelde ze een belangrijke rol in de leiding en het beheer van haar gemeenschap. Gedurende haar leven wijdde ze zich aan onderwijs voor meisjes, spirituele begeleiding en organisatorische taken binnen de congregatie.

## Biografie

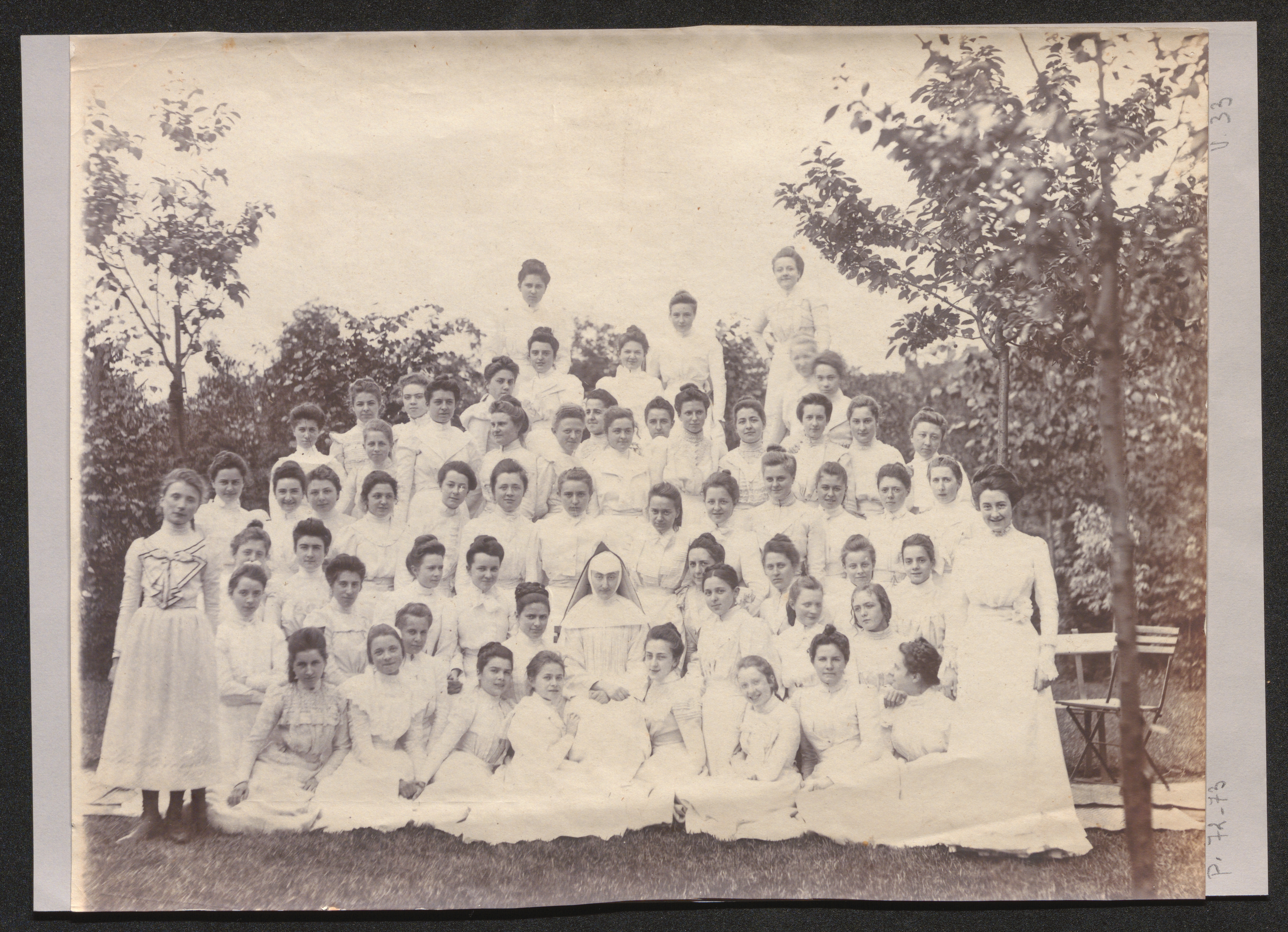
Elisabeth Mary Anne Latham met haar leerlingen in het Engels Klooster te Brugge.

Elisabeth Mary Anne Latham werd op 26 maart 1863 geboren in Killarney, County Kerry, Ierland. Ze was de dochter van dochter van Oliver Mathew Latham en Hannah Moloy of Molley. Kort na het overlijden van haar vader verhuisde ze met haar moeder naar Brugge. Ze werd er in 1877 leerling in het Engels Klooster. Op 14 juli 1883 trad ze zelf toe tot het klooster en op 25 januari 1885 legde ze haar religieuze geloften af. Gedurende haar kloosterleven bekleedde ze diverse leidinggevende functies binnen haar orde.

## Leiderschap en kerkelijke functies
Latham werd in 1889 aangesteld als directrice van de school in Haywards Heath, Engeland, een functie die ze tot 1895 bekleedde. Na haar terugkeer naar Brugge werd ze op 1 november 1895 benoemd tot novicemeesteres, een positie die ze bekleedde tot 7 mei 1896. Diezelfde dag werd ze aangesteld als priorin van het Engels Klooster in Brugge, een ambt dat ze tot 20 december 1901 vervulde. Tijdens de Eerste Wereldoorlog was ze verantwoordelijk voor het economisch beheer van het klooster. Na de oorlog keerde ze in 1919 terug naar Haywards Heath als priorin, waarna ze in 1922 opnieuw naar Brugge ging om opnieuw de rol van priorin op zich te nemen. Ze bleef deze functie bekleden tot haar overlijden in 1942.

## Contact met Guido Gezelle

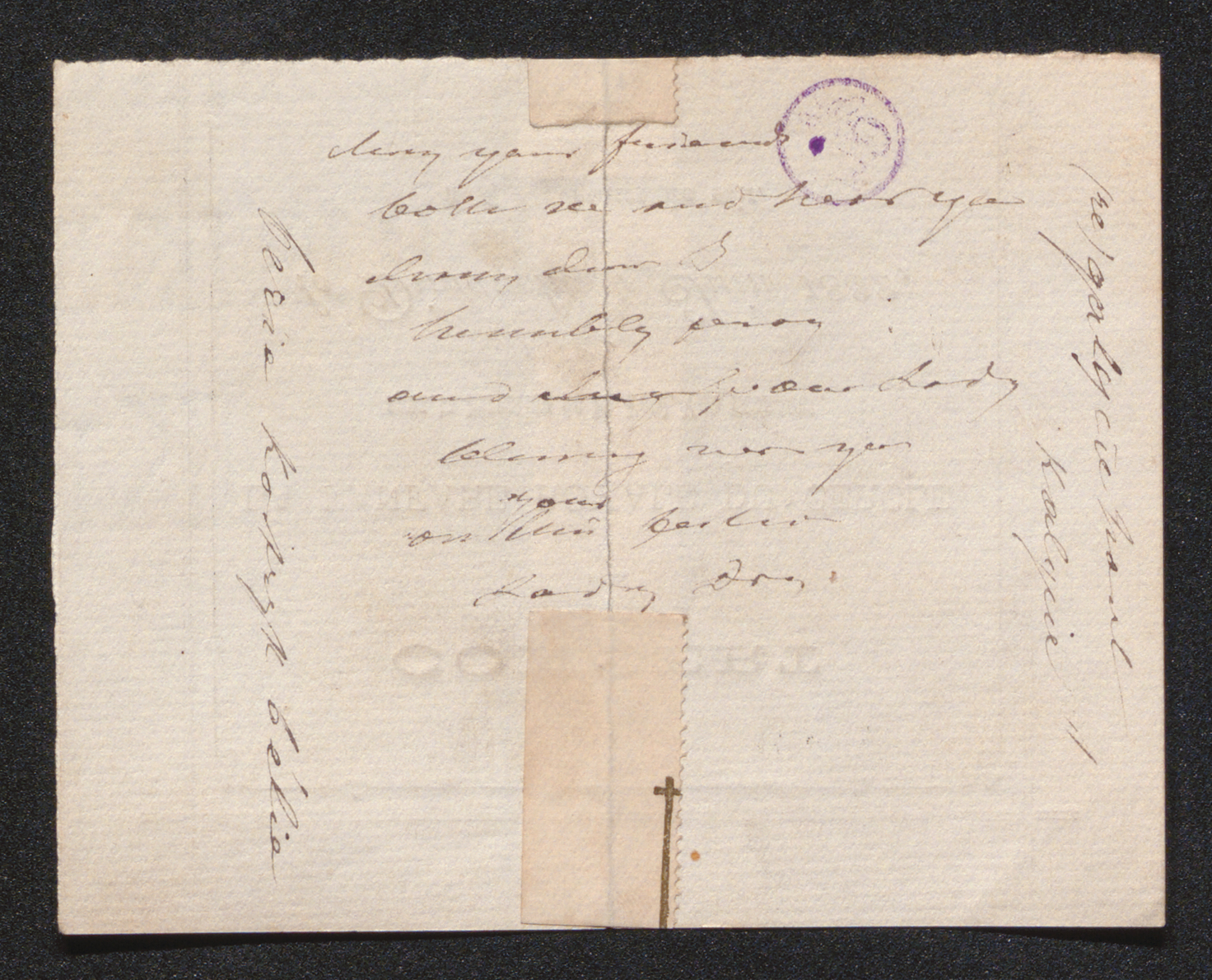
Poëziehandschrift van Guido Gezelle van het gelegenheidsgedicht 'May your friends' vermoedelijk voor Elisabeth Mary Anne Latham. (Guido Gezellearchief, Openbare Bibliotheek Brugge, nr. 2087)

In Brugge kwam Latham in contact met de Vlaamse priester en dichter Guido Gezelle. In 1899 werkte Gezelle in het klooster en kende hij haar onder haar kloosternaam Mother Mary Emmanuel. Mogelijk schreef hij voor haar het gedicht 'May your friends'. Ze kreeg van Gezelle ook een kort briefje. In datzelfde jaar reisde ze samen met Gezelle en Mgr. Waffelaert, bisschop van Brugge, naar Engeland. 

## Ontmoeting met paus Leo XIII
Op 8 maart 1901 had Latham, samen met Mother Mary Stanislas Liefmans, een privé-audiëntie met paus Leo XIII. Dit bezoek werd gebracht ter herinnering aan een eerdere reis van de paus naar het klooster in 1843, toen hij pauselijk nuntius in België was.

## Bijdragen en nalatenschap
Tijdens haar ambtsperiode als priorin zette Latham zich in voor renovaties binnen het Engels Klooster. Ze gaf leiding aan de herinrichting van verschillende ruimtes, waaronder de keuken, de ziekenkapel en de woning van de rector. Mary Latham overleed op 5 maart 1942 in Brugge, waar ze tot haar dood actief bleef binnen haar gemeenschap.

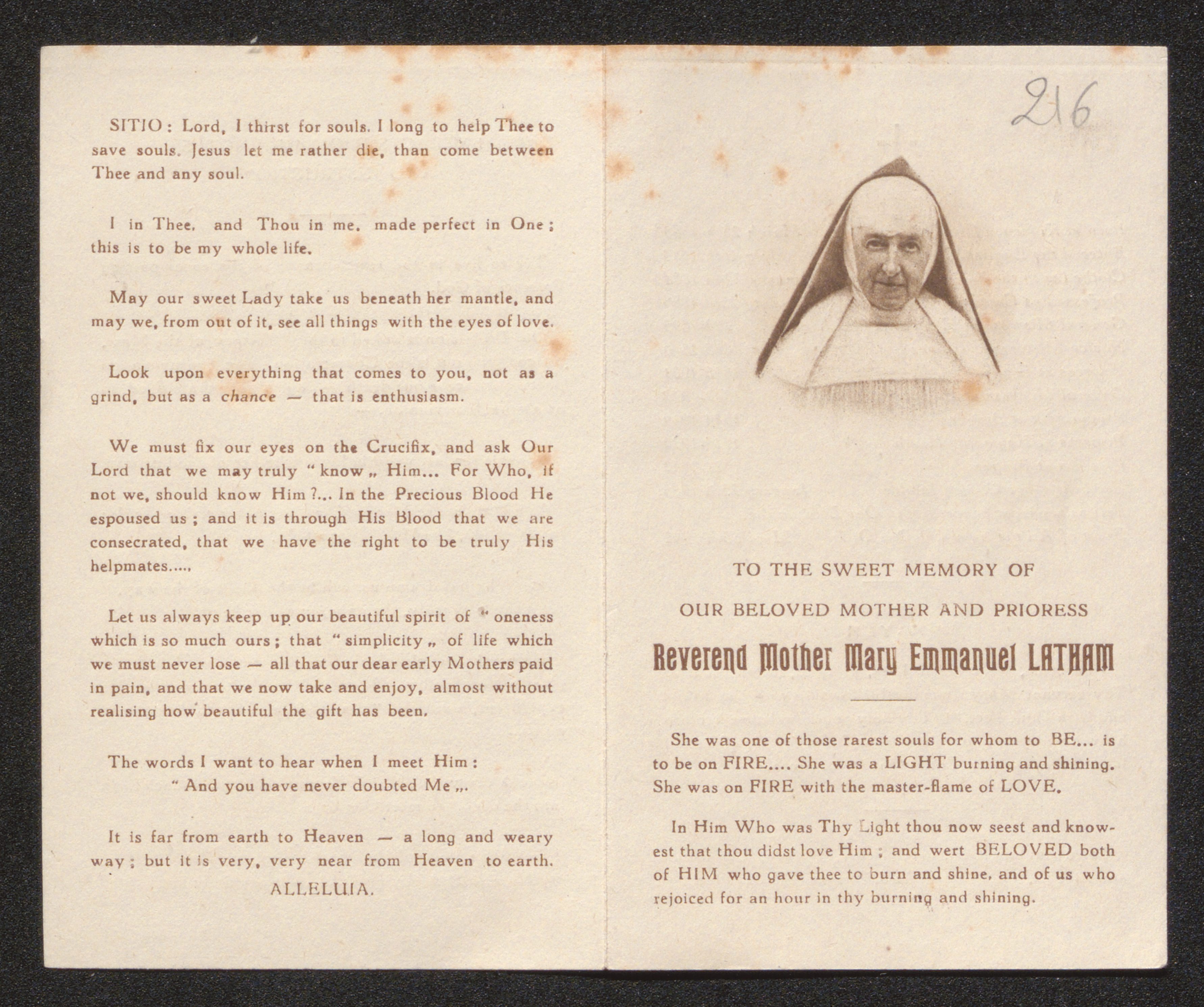
Bidprentje van Elisabeth Mary Anne Latham (Archief Engels Klooster Brugge)
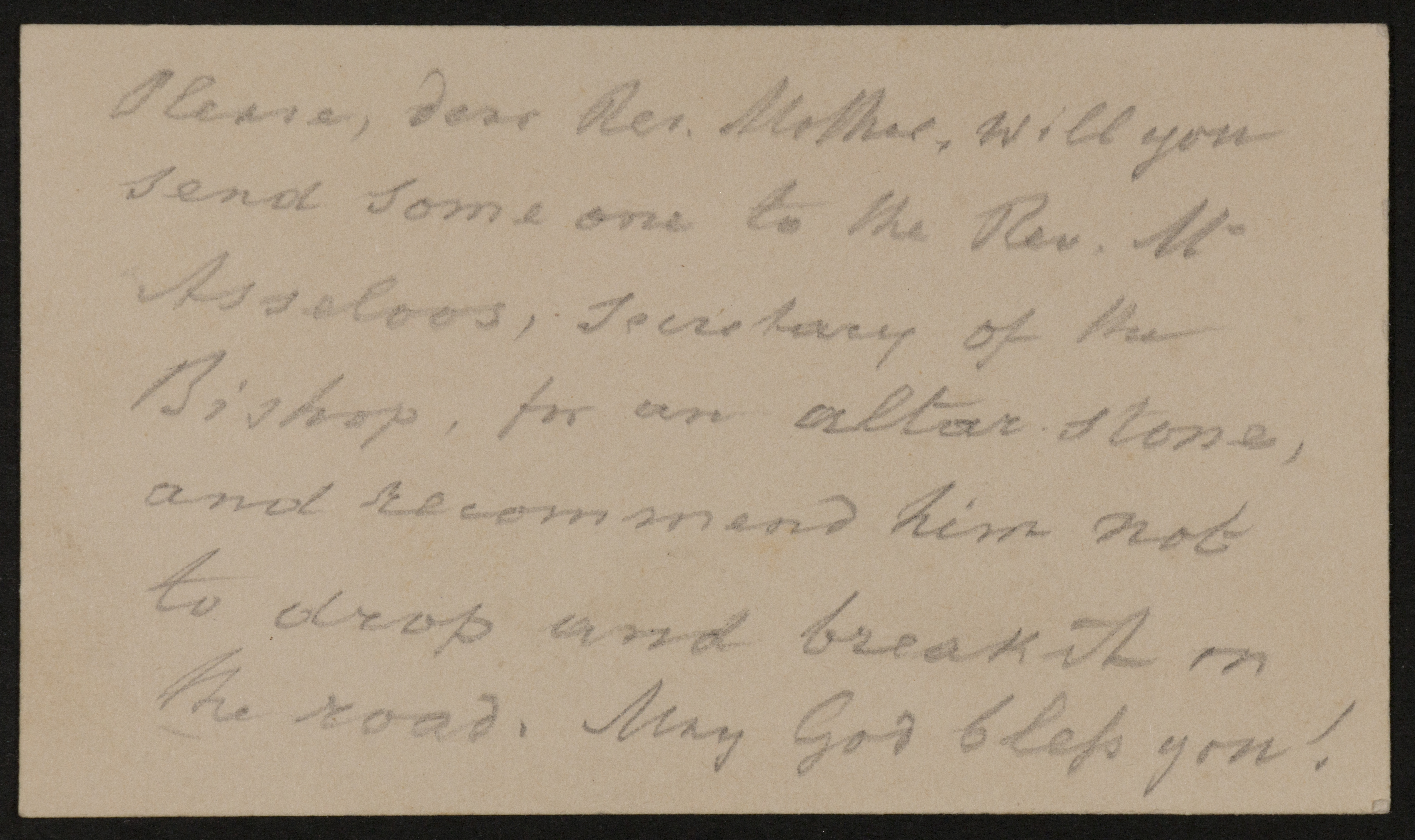
Briefje van Guido Gezelle aan Elisabeth Latham, Brugge 1899 (Archief Engels Klooster Brugge)
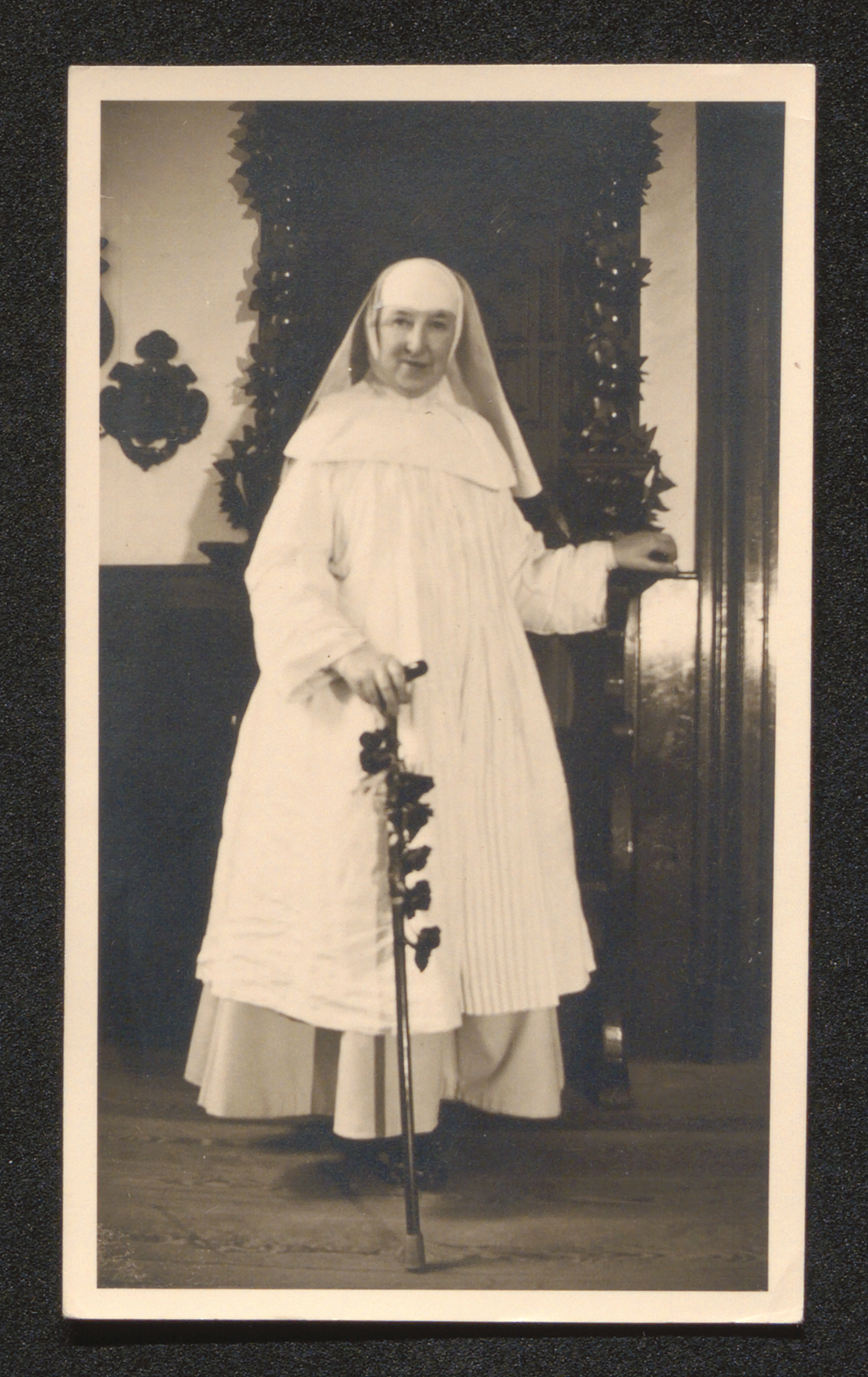
Elisabeth Mary Anne Latham of Mother Mary Emmanuel (Archief Engels Klooster Brugge)